# Foveosa albicapillis
Foveosa albicapillis Russell-Smith, Alderweireldt & Jocqué, 2007 è un ragno appartenente alla famiglia Lycosidae.

## Etimologia
Il nome proprio della specie deriva dal latino albicapillus, -i, cioè canuto, dai capelli bianchi, in riferimento al cospicuo addensamento di peli bianchi presente sul segmento basale dei pedipalpi maschili.

## Caratteristiche
L'olotipo maschile rinvenuto ha lunghezza totale è di 3,33mm; la lunghezza del cefalotorace è di 1,75mm; e la larghezza è di 1,33mm.

## Distribuzione
La specie è stata reperita in varie località dell'Africa occidentale: nell'IITA di Ibadan, nella Nigeria sudoccidentale; a Gagnoa, nei campi di riso della Costa d'Avorio; ad Ouahigouya, nella provincia di Yatenga, nel Burkina Faso settentrionale; nei pressi della località di Sonkorong, nella regione di Kaolack, appartenente al Senegal centromeridionale .

## Tassonomia
Al 2017 non sono note sottospecie e dal 2007 non sono stati esaminati nuovi esemplari.